# Albaniens ambassad i Haag
Albaniens ambassad i Haag (på albanska Ambassada Shqiptare ne Hage, på nederländska Albanese Ambassade in Den Haag) är Albaniens diplomatiska beskickning i Nederländerna. Ambassadens adress är Anna Paulownastraat 109 B i Haag. Nuvarande ambassadör är miss Adia Sakiqi.
Diplomatiska förbindelser mellan Albanien och Nederländerna etablerades den 17 november 1970.